# Blue Diamond
Blue Diamond is een plaats (census-designated place) in de Amerikaanse staat Nevada, en valt bestuurlijk gezien onder Clark County.

## Demografie
Bij de volkstelling in 2000 werd het aantal inwoners vastgesteld op 282.

## Geografie
Volgens het United States Census Bureau beslaat de plaats een oppervlakte van 19,1 km², geheel bestaande uit land. Blue Diamond ligt op ongeveer 1031 m boven zeeniveau.

## Plaatsen in de nabije omgeving
De onderstaande figuur toont nabijgelegen plaatsen in een straal van 24 km rond Blue Diamond.